# Christa Zötsch
Christine „Christa“ Zötsch (* 1956) ist eine ehemalige österreichische Fußballspielerin und Nachwuchstrainerin. Sie erzielte am 25. August 1990 den ersten Treffer in der Geschichte der österreichischen Nationalmannschaft.

## Leben und Karriere
Zötsch wurde als Tochter eines Zimmermanns geboren und wuchs mit sechs Geschwistern im steirischen Kammern im Liesingtal auf. In jungen Jahren bereits vom Fußball begeistert, wurde sie im Jahre 1976 für den neu gegründeten 1. DFC Leoben empfohlen und kam fortan auch zu Einsätzen für die steierische und die Wiener Regionalauswahl. Zötsch gewann mit dem Verein in den Spielzeiten 1985/86 und 1986/87 zweimal die nationale Meisterschaft und erreichte insgesamt dreimal das Cupfinale (1987, 1990 und 2000). Sie spielte noch bis ins Jahr 2003 für den 1. DFC Leoben und kam vor allem als Flügelspielerin sowie Mittelstürmerin zum Einsatz. Anschließend ließ Zötsch ihre Karriere beim USV Seckau ausklingen.
Am 25. August 1990 wurde Zötsch von Teamchef Peter Leitl beim ersten Länderspiel in der Geschichte der österreichischen Nationalmannschaft eingesetzt. In der 63. Spielminute des Freundschaftsspiels gegen die Schweiz (1:5) auf dem Sportplatz Chalchbüel in Richterswil erzielte die Stürmerin vor den Augen von ungefähr 2000 Zuschauern „mit einem platzierten Schuss von der Strafraumgrenze“ den Anschlusstreffer zum 1:3 und damit das erste Tor des Nationalteams. Aufgrund ihres fortgeschrittenen Alters kam sie lediglich zu zwei weiteren Einsätzen für Österreich im Oktober und November 1993 gegen Ungarn (0:3) und Tschechien (1:1).
Zwischen 1992 und 2014 engagierte sich Zötsch als Trainerin von Kinder- und Jugendmannschaften beim FC Trofaiach sowie in den Nachwuchsabteilungen der Vereine SC St. Peter-Freienstein und DSV Leoben. Ende 2013 wurde sie zur stellvertretenden Jugendleiterin des FC Trofaiach gewählt. Zötsch ist ausgebildete Schneiderin und arbeitete 40 Jahre lang bei Voestalpine am Standort Donawitz, zunächst im Büro und später im Magazin. Sie ist verwitwet und kinderlos. In ihrer Freizeit beschäftigt sich Zötsch neben der Fußballnachwuchsförderung auch regelmäßig mit dem Radfahren, Skifahren und Wandern.